# 小口久仁子
小口 久仁子（おぐち くにこ、1963年9月30日 - ）は、日本の女性声優、女優。長野県塩尻市出身。プロダクション・タンク所属。

## 来歴・人物
声種はアルト。
日本大学法学部卒業。青二プロダクション付属俳優養成所、アクセントを経て、現在はプロダクション・タンクに所属。
趣味・特技は日本舞踊（花柳流）、スキューバダイビング。

## 出演

### テレビアニメ
1987年
- 世紀末救世主伝説 北斗の拳2（ミュウ）

1988年
- ひみつのアッコちゃん（第2作）（キャシーのママ）

1989年
- シティーハンター2（次原舞子）
- 戦え!超ロボット生命体 トランスフォーマーV（ジャンの母）

1990年
- YAWARA! a fashionable judo girl!（女性たち、村井、女学生C）

### 劇場アニメ
- 妖精フローレンス（1985年）[5]
- ゲゲゲの鬼太郎 最強妖怪軍団!日本上陸!!（1986年、主婦B）

### OVA
- 戦え!!イクサー1 Act.II イクサーΣの挑戦（1986年、ノバ・オペレーター[5]）
- 花のあすか組!（1987年）
- 妖精王（1988年、ハーピー〈セレノ〉[6]）

### ゲーム
- 北斗の拳（1995年、ミュウ）

### カセットブック
- 宇宙皇子（志楽辺）

### 吹き替え
- クライム・ストーリー（コーリー・ルカ）
- 新スタートレック（クランシー）

### テレビドラマ
- 相棒 Season5 第19話（2007年、リポーター）
- 快盗戦隊ルパンレンジャーVS警察戦隊パトレンジャー（2018年、園長）
- あなたの番です 第18話（2019年、内山の母〈声〉）
- 私たちはどうかしている 第1話（2020年、真由の母）

### CM
- 小学館（ナレーション）
- 住友林業（ナレーション）
- テレビ朝日（ナレーション）
- 日東紅茶（ナレーション）
- メガネスーパー（ナレーション）